# Gabriel-Albert Aurier

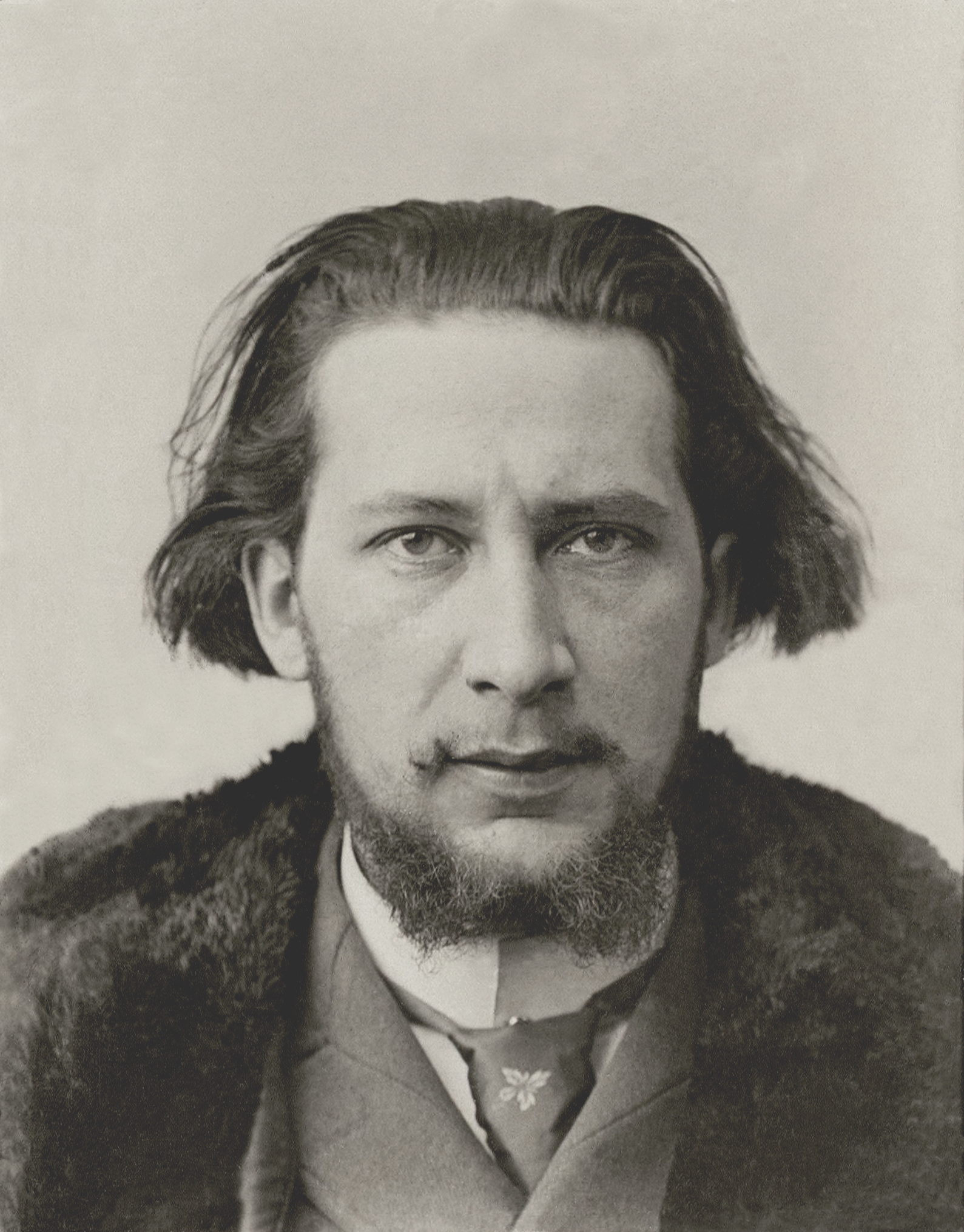
Gabriel-Albert Aurier

Gabriel-Albert Aurier (* 5. Mai 1865 in Châteauroux; † 5. Oktober 1892 in Paris) war ein französischer Schriftsteller und Kunstkritiker.

## Leben
Gabriel-Albert Aurier, der später als G.-Albert Aurier unterzeichnete, weswegen er fälschlich auch als Georges-Albert Aurier geführt wird, ging 1884 zum Studium der Rechtswissenschaft nach Paris, machte aber schon bald Literatur und Kunst zum einzigen Gegenstand seines Interesses. Er war Mitarbeiter der Zeitschriften Le Décadent und La Plume und zusammen mit seinem Freund Julien Leclercq ab 1889 der Zeitschrift La Pléiade, die ab Januar 1890 in den dank Alfred Vallette neuerstandenen Mercure de France mündete. 1889 veröffentlichte er den Gedichtband L’Oeuvre maudit und 1891 den Roman Vieux. Aurier steckte sich auf einer Marseille-Reise mit Typhus an und starb 1892 im Alter von 27 Jahren.

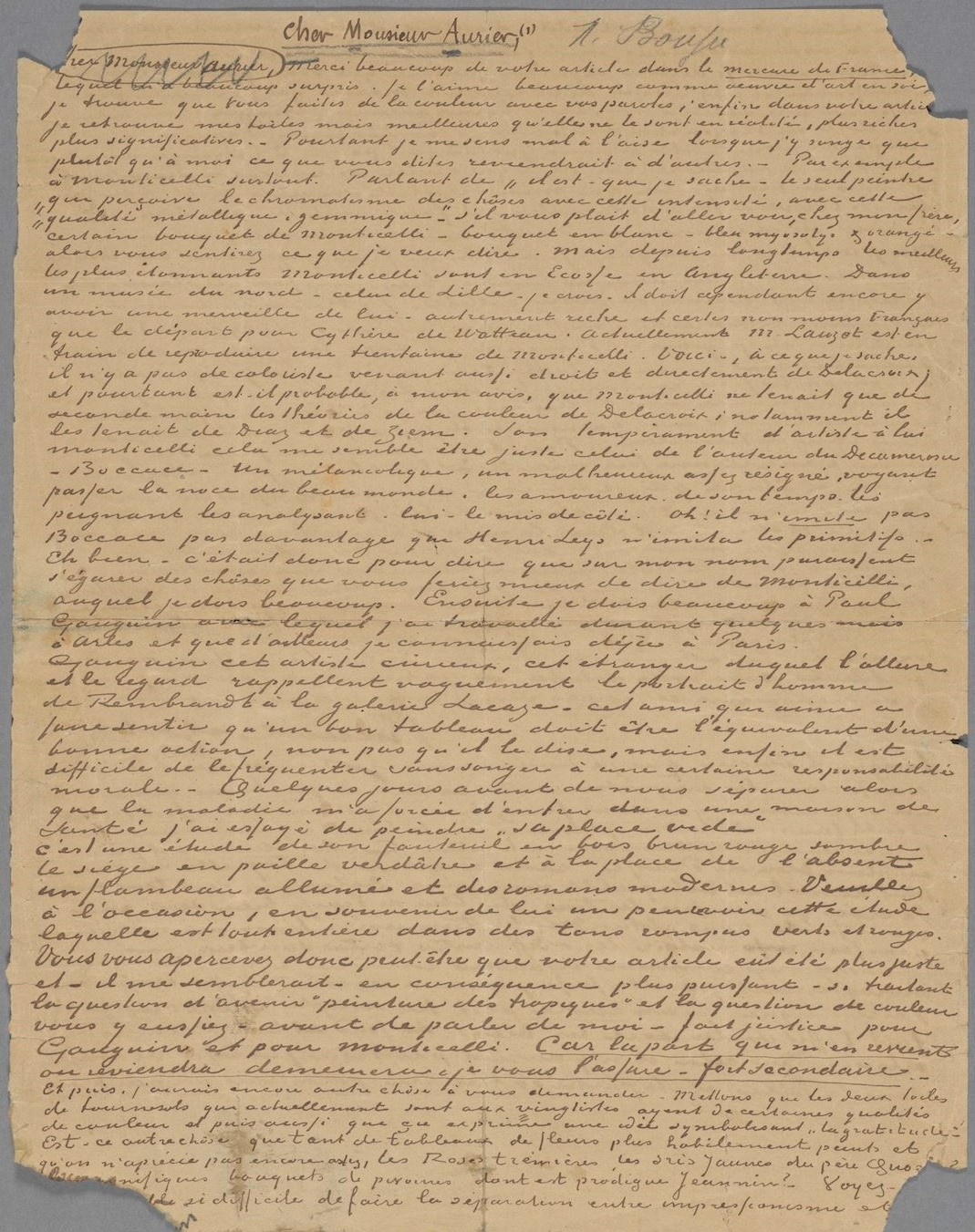
Van Goghs Brief an Aurier

Berühmt wurde Aurier als früher kunstkritischer Unterstützer der Impressionisten sowie von Vincent van Gogh, über dessen Werke er im Januar 1890 im Mercure die erste positive Rezension überhaupt schrieb, auf die van Gogh in einem Brief ausführlich antwortete. Nach dem Tod van Goghs Ende Juli desselben Jahres schrieb er am 27. August 1890 an Theo van Gogh und nannte Vincent van Gogh : « le grand peintre méconnu qui vient de mourir laissant une œuvre si puissante et si originale » (der verkannte große Maler, der ein so gewaltiges und so originelles Werk hinterlässt).